# John Staples
John Staples (1er mars 1736 – 22 décembre 1820) est un député irlandais qui siège de 1765 à 1802.

## Biographie
Il siège à la Chambre des communes irlandaise pour Newtown Limavady de 1765 à 1768, pour Clogher de 1768 à 1776, pour Ballyshannon de 1776 à 1783, pour Newtown Limavady à nouveau de 1783 à 1795 et pour le comté d'Antrim de 1796 à 1800, puis pour Antrim à la nouvelle Chambre des communes du Royaume-Uni de 1801 à 1802. Il est membre du Conseil privé d'Irlande le 12 mai 1801.
Il est l'un des treize enfants du révérend Thomas Staples de Lissan House et un petit-fils de Sir Robert Staples, 4e baronnet. Sa sœur Alicia est l'épouse de Sir Robert Staples, 7e baronnet. John Staples s'est marié deux fois et a également treize enfants.
Par sa première épouse Harriet (mariée en 1764; décédée en 1771)  fille de William James Conolly et sœur de Thomas Conolly (1738-1803) de Castletown House, il a :
- Louisa Anne (décédée en 1833), qui épouse Thomas Pakenham (amiral) (en) et dont le fils Edward hérite de Castletown;
- William Conolly Staples (décédé en 1798), qui épouse Anne Stewart, fille de Sir James Stewart, 7e baronnet
- Henrietta Margaret (1770-1847), qui épouse Richard Trench (2e comte de Clancarty).

Par sa seconde épouse Henrietta (mariée en 1774; décédée en 1813), fille de Richard Molesworth (3e vicomte Molesworth), il a :
- Frances (décédée en 1858), qui épouse Richard Ponsonby,
- Grace Louisa (décédée en 1860), qui épouse James Butler (1er marquis d'Ormonde)
- Catherine (morte en 1830), qui épouse le Ven. Robert Alexander et est la mère de Nathaniel Alexander.
- Richard Staples (décédé en 1819)
- Charlotte Melosina (décédée en 1847), qui épouse William Lenox-Conyngham de Springhill House, comté de Londonderry ;
- Elizabeth (1795-?), qui épouse le révérend Hugh Hamilton, recteur d'Inishmacsaint, comté de Fermanagh, et fils de l'évêque Hugh Hamilton (évêque) (en) ; arrière-grands-parents de Clive Staples Lewis [2]
- Thomas Staples, 9e baronnet (1775–1865)
- John Molesworth Staples (1776–1859), père de Sir Nathaniel Alexander Staples, 10e baronnet